# Andra kammarens center
Andra kammarens center var en mittengruppering i den svenska riksdagens andra kammare som bildades år 1889 ur det så kallade Andra kammarens frihandelsparti och upphörde 1894. Tongivande var Carl Herslow, chefredaktör för Sydsvenska Dagbladet. År 1892 bröt sig en fraktion ut och bildade det så kallade Borgmästarepartiet, medan andra i andrakammarcentern blev partilösa politiska vildar.